# Urdués
Urdués es una localidad española perteneciente al municipio del Valle de Hecho, en la Jacetania, provincia de Huesca, Aragón. Se sitúa en la sierra de Maito, limitando al este con Aragüés del Puerto, al oeste con Hecho y por el norte con Ansó. El pueblo está dividido en dos barrios, el alto y el bajo, cruzados por una larga calle que recorre el pueblo de norte a sur, bañado por el barranco Romaciete.
Al pertenecer al Valle de Hecho (Val d'Echo) se conserva el uso del aragonés cheso, sobre todo entre las personas mayores.

## Historia
El lugar se llamó Ordués entre 1488 y 1609 y Urdués del Valle de Hecho entre 1717 y 1797. Su primera mención data del año 867, cuando el conde Galindo Aznárez la dona al monasterio de San Pedro de Siresa. Formó su ayuntamiento en 1834, en 1972 se fusionó con Hecho y Embún para formar el nuevo municipio del Valle de Hecho.
En 1900 llegó a tener cerca de 400 habitantes, aunque actualmente tiene unos 57.

## Arquitectura religiosa
La iglesia parroquial está dedicada a San Martín y es de origen románico. Presenta una planta de nave rematada en ábside semicircular. A un lado se adornan capillas de planta rectangular y en la zona de los pies está una torre campanario. Fue restaurada en la década de 1980.
La romería a la ermita de Catarecha se celebra el primer sábado de junio y se suele ir andando desde Urdués llevando la imagen de la virgen que se suele guardar en la parroquia de este pueblo, el trayecto dura unos 40 minutos. Se celebra una misa la cual finaliza con el canto del Himno a la Virgen de Catarecha.

## Arquitectura popular
Una calle ancha enlaza la calle del pueblo con el barrio de la Iglesia, atravesando el puente que cruza en barranco de Romaciete. La calle principal es ancha, lo mismo que las plazas y rincones típicos.

### La casa
Las casas son todas de piedra y sólidos muros, las puertas son de forma rectangular y los balcones principalmente de hierro. La cubierta de las casa de madera. La casa tradicional estaba distribuida de esta manera: en la planta baja se alojaba el ganado, la primera planta tenía una cocina con fogón, chimenea y una habitación y en la planta superior dos habitaciones grandes.

## Economía
La gente de este lugar vive principalmente de la agricultura y ganadería. Además de la construcción y el transporte.

## Fiestas tradicionales
La fiesta es en honor a Nuestra Señora de la Asunción, que tiene lugar el 15 de agosto. Las fiestas pequeñas son en honor a San Martín que se celebran el 11 de noviembre.

## Geografía humana

### Demografía
| Gráfica de evolución demográfica de Urdués entre 1842 y 1970 |
| |
| Población de derecho según los censos de población del INE Población de hecho según los censos de población del INEEntre el censo de 1981 y el anterior, este municipio desaparece porque se agrupa en el municipio 22901 (Valle de Hecho) |

| 2000 | 2001 | 2002 | 2003 | 2004 | 2005 | 2006 | 2007 | 2008 | 2009 | 2010 | 2011 |
| ---- | ---- | ---- | ---- | ---- | ---- | ---- | ---- | ---- | ---- | ---- | ---- |
| 66   | 64   | 63   | 65   | 65   | 60   | 62   | 56   | 58   | 587  | 58   | 57   |

## Paisaje
- Foz de Patraco: a 4 kilómetros del pueblo. Allí podemos observar buitres leonados.
- Paco de Loresa: bosque mixto de álamos, arces, cajicos, hayas, pinos, etc.
- Bosque de la Cardonera: este ofrece en primavera diversos colores, dada la diversidad de tonos verdes de las especies arbóreas.